# Giuseppina Grassini
Giuseppina Grassini   (Varese, 18 d'abril de 1773 - Milà, 3 de gener de 1850) nom artístic de  Gioseppa Maria Camilla Grassini, va ser una contralt italiana.

## Biografia
Després d'haver-se format musicalment sota la tutela de la seva mare, violinista aficionada, i de Domenico Zucchinetti a Varese i Antonio Secchi a Milà, va debutar en el món de l'òpera el 1789 a Parma cantant La pastorella nobile de Guglielmi i l'any següent a La Scala de Milà en tres òperes còmiques, incloent-hi La bella Pescatrice del mateix autor i La cifra d'Antonio Salieri. Com que aquestes primeres representacions còmiques no van tenir gaire èxit, Grassini va ser induïda a reprendre els seus estudis de cant i a decantar-se cap al gènere dramàtic.
Els inicis i el punt àlgid de la carrera italiana

A partir de 1792 va tornar a la plena activitat, actuant als teatres de Vicenza, Venècia, Milà de nou, Nàpols i Ferrara. Va cantar, entre altres coses, a la primera actuació a La Scala dArtaserse de Zingarelli (1793), a l'estrena de Demofoonte de Fonseca Portugal (1794), a Orfeo ed Euridice fou Euridice, de Bertoni, a Telemaco nell'isola di Calipso de Mayr (estrena 1797), va ser Artemisa a Artemisia regina di Caria de Cimarosa (1797) i a La morte di Semiramide de Nasolini, amb motiu de la primera actuació a La Fenice el 1798 (paper protagonista).

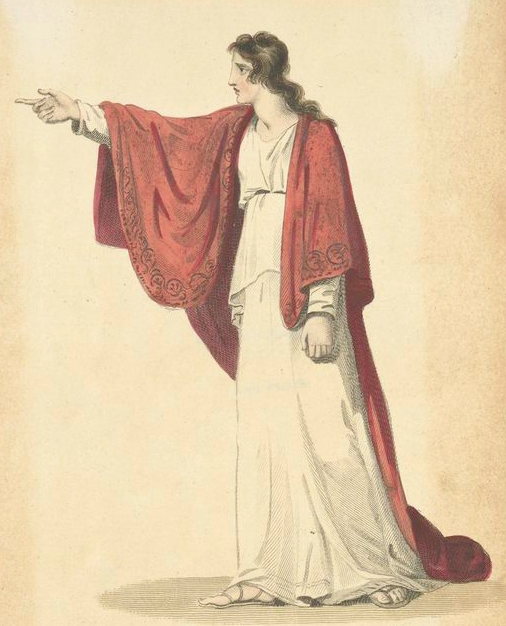
Giuseppina Grassini com a Horacia a The Horiazi and the Curiazi

El seu any de glòria va ser, però, el 1796, quan va crear dos papers que romandrien al repertori durant diverses dècades i que continuarien sent famosos fins als nostres dies, en ambdós casos al costat del soprano Girolamo Crescentini, que també va ser el seu preciós mestre i als ensenyaments del qual va romandre fidel al llarg de la seva vida artística. De fet, Nicola Zingarelli va escriure per a ella el paper de Julieta a la seva òpera Giulietta e Romeo, que es va representar a La Scala de Milà el 30 de gener, mentre que Domenico Cimarosa va compondre el paper d'Orazia a Gli Orazi e i Curiazi, que es va representar a l'altre gran teatre del nord d'Itàlia, La Fenice de Venècia, el 26 de desembre. Aquell mateix any, Grassini també va participar en l'estrena d'una tercera òpera, Issipile de Gaetano Marinelli, però, que no va aconseguir un èxit comparable al de les altres dues.

## El període napoleònic i la retirada
El 4 de juny de 1800, poc abans de la victòria de Marengo, a la Scala de Milà, mentre interpretava La vergine del sole d'Andreozzi, Grassini, ja coneguda pels seus turbulents afers amorosos, va impressionar Napoleó Bonaparte, que la va incloure entre les seves amants i se la va endur amb ell a París, on va actuar en alguns concerts. La relació amb el Primer Cònsol, però, probablement no va ser de conveniència, sinó que simplement va ser un símbol de l'esperit lliure de Grassini, que, havent-se enamorat mentrestant del violinista Pierre Rode, no va dubtar a iniciar una nova relació amb ell, pràcticament sota els ulls del futur emperador dels francesos, i a deixar París per fer una gira de concerts pels Països Baixos i Alemanya (1801), abans de tornar immediatament a Itàlia.

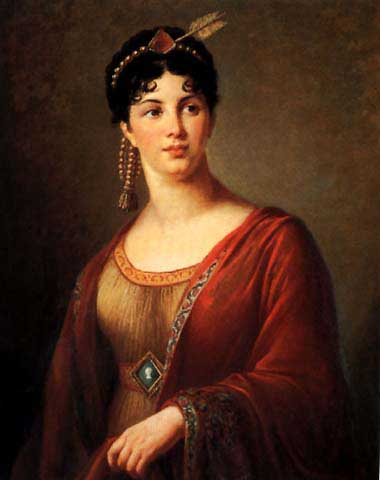
Giuseppina Grassini a Londres, 1803 (pintura d'Élisabeth Vigée Le Brun)

Grassini va estar a Londres l'any 1802-5, on va cantar al King's Theatre en revivals de La vergine del sole d'Andreozzi, La morte di Cleopatra de Nasolini i Camilla de Fioravanti, així com en les primeres representacions dEl rapte de Prosèrpina i Zaira de Winter. La famosa soprano Elizabeth Billington també va aparèixer a El rapte de Prosèrpina, i es va enfrontar a l'italiana en un concurs de cançons, del qual va sortir triomfalment victoriosa.
El 1806, Grassini va tornar a París amb el seu mestre Crescentini, on va ser nomenada Primera Cantant de Sa Majestat l'Emperador. A les Tulleries va interpretar el paper principal en l'estrena de La Didone de Paër, Pimmalione de Cherubini i Didon abandonnée de Manna. La seva estada a la capital francesa va durar fins al 1814, quan va ser contractada de nou pel King's Theatre de Londres i va participar en l'estrena dAristodemo de Pucitta. Durant la seva estada a Londres, Grassini, fidel a les seves turbulentes inclinacions amoroses, va iniciar una nova relació, aquesta vegada amb el gran rival de Napoleó, Arthur Wellesley, el duc de Wellington. Després d'una breu estada a Roma, va tornar a París durant el Govern dels cent dies de l'epíleg de Napoleó i hi va romandre fins i tot després de la Restauració (el duc de Wellington havia estat nomenat ambaixador britànic a París), fins que es va veure obligada a abandonar el territori francès a causa de l'hostilitat de Lluís XVIII, que considerava indecorosa la popularitat d'una antiga amant de Napoleó.
Havent tornat definitivament a Itàlia, va continuar la seva carrera de cantant en teatres d'òpera: va actuar a Brescia, Pàdua, Trieste, Florència i el 1817 de nou a La Scala de Milà, però sense aconseguir l'èxit a què estava acostumada. Es va retirar dels escenaris el 1823 i es va establir permanentment a la capital llombarda, dedicant-se també a l'ensenyament i tenint entre les seves alumnes Giuditta Pasta i les seves pròpies nebodes Giulia i Giuditta Grisi. Va morir el 1850.

## Característiques artístiques
Malgrat el desacord habitual entre la crítica, Giuseppina Grassini sens dubte ha de ser considerada una de les cantants més importants que van trepitjar els escenaris de l'òpera entre els segles XVIII i XIX. Normalment classificada com a contralt, Grassini cantava en un registre que modernament es definiria com el d'una mezzosoprano i tenia un registre vocal força limitat; Tanmateix, podia comptar amb una veu de gran sonoritat i volum que també es caracteritzava per una notable flexibilitat, que sempre anava acompanyada d'una excel·lent capacitat interpretativa i, a més, d'una bellesa poc comuna que va fer de Grassini, a més d'objecte de moltes aventures amoroses, el model ideal per a molts pintors de l'època, entre ells Andrea Appiani. Fidel als ensenyaments del seu antic mestre i col·lega Crescentini, Grassini sempre es va situar entre el grup de cantants que es van oposar a la deriva del bel canto a la segona meitat del segle XVIII, amb la seva cursa incontrolada cap a les altures absurdes de les notes superagudes i la coloratura com a fi en si mateixa, i que en canvi van intentar recuperar, com va escriure Rodolfo Celletti, "la passió i el vigor" que havien caracteritzat l'edat d'or del cant a principis del segle XVIII i que, per tant, van contribuir a establir les bases del que aviat seria "el gran final rossinià" d'una magnífica temporada de cant d'òpera de dos segles. No només això, sinó que Grassini, també per la seva jove edat, va constituir, si més no, més que altres, una veritable intermediaria amb la futura generació rossiniana i post-rossiniana. Amb la màxima perspicàcia quan escriu sobre el cant, Stendhal deia això, parlant de Giuditta Pasta: 
| «           | és massa jove per haver vist Todi, Pacchierotti, Marchesi, Crescentini a l'escenari; mai ha tingut l'oportunitat d'escoltar-los al piano; tanmateix, els amants de la música que els han sentit diuen que sembla la seva alumna. Pel que fa al cant, només està en deute amb Signora Grassini, amb qui va cantar durant una temporada a Brescia | » |
| — Stendhal, | |   |

i per a qui, podria haver afegit, va ser una Curiazio ideal en diverses representacions de Gli Oriazi e i Curiazi.

## Rols principals creats
La llista següent no és exhaustiva, però sens dubte és significativa de la carrera de Grassini, especialment a Itàlia.
- Corago (Universitat de Bolonya), a corago.unibo.it. URL consultada l'11 de març de 2021.
- L'Almanac de Gherardo Casaglia), a almanac-gerdonera-casaglia.com. URL consultada l'11 de març de 2021.

| Rol        | títol de l'òpera                       | caràcter de l'obra                       | Autor                     | Teatre                                             | data de l'estrena      |
| ---------- | -------------------------------------- | ---------------------------------------- | ------------------------- | -------------------------------------------------- | ---------------------- |
| Fulvia     | Ezio                                   | drama seriós per a la música (2a versió) | Angelo Tarchi             | Nuovo Teatro de Vicenza                            | estiu 1792             |
| Dircea     | Demofoonte                             | drama per a la música (1a versió)        | Marcos António Portugal   | Teatro alla Scala de Milà                          | 8 febrer 1794          |
| Epponina   | Epponina                               | drama per a la musica                    | Sebastiano Nasolini       | Teatro Gaetano Donizetti de Bèrgam                 | Temporada de Fira 1794 |
| Eurilla    | Eurilla, o sia Il sogno                | cantata                                  | Sebastiano Nasolini       | Teatro San Benedetto di Venezia                    | Temporada de Fira 1794 |
| Zulema     | La presa di Granada                    | drama per a la música                    | Giuseppe Curcio           | Teatro degli Accademici Avvalorati de Liorna       | tardor 1795            |
| Campaspe   | Apelle e Campaspe                      | drama per a la música                    | Giacomo Tritto            | Teatro alla Scala                                  | 26 desembre 1795       |
| Giulietta  | Giulietta e Romeo                      | tragedia per musica (òpera seria)        | Nicola Antonio Zingarelli | Teatro alla Scala                                  | 30 gener 1796          |
| Issipile   | L'Issipile                             | drama per a la música (òpera seria)      | Gaetano Marinelli         | Teatro alla Fenice de Venècia                      | 12 novembre 1796       |
| Orazia     | Gli Orazi e i Curiazi                  | tragedia per musica (1a versió)          | Domenico Cimarosa         | Teatro alla Fenice de Venècia                      | 26 desembre 1796       |
| Calipso    | Telemaco nell'isola di Calipso         | drama per a la música                    | Giovanni Simone Mayr      | Teatro Sant'Angelo de Venècia                      | 16 gener 1797          |
| Artemisia  | Artemisia regina di Caria              | drama seriós per a la música             | Domenico Cimarosa         | Real Teatro San Carlo de Nàpols                    | 12 juny 1797           |
| Clori      | Le nozze di Silvio e di Clori          | acció per a la música                    | Giovanni Paisiello        | Nàpols                                             | juliol 1797            |
| Alceste    | Alceste                                | tragedia per musica                      | Marcos António Portugal   | Teatro alla Fenice de Venècia                      | 26 desembre 1798       |
| Argea      | Argea, ovvero Sicione liberata         | òpera seria                              | Giuseppe Curcio           | Teatro Nuovo degli Intrepidi de Florència          | 31 maig 1799           |
| mare       | Cant nacional del 14 de juliol de 1800 | inno-scena lirico-patriottica            | Étienne-Nicolas Méhul     | Tempio di Marte dell'Hôtel des Invalides di Parigi | 14 juliol 1800         |
| Jella      | La pulzella di Rab, o Rullo e Dallaton | dramma per musica                        | Giuseppe Farinelli        | Teatro Nuovo di Trieste                            | maig 1802              |
| Proserpina | Il ratto di Proserpina                 | òpera seria                              | Peter von Winter          | King's Theatre in the Haymarket, de Londres        | 3 maig 1804            |
| Zaira      | Zaira                                  | òpera seria                              | Peter von Winter          | King's Theatre in the Haymarket, de Londres        | 29 gener 1805          |
| Diana      | Diana e Endimione                      | intermezzo                               | Ferdinando Paër           | Théâtre des Tuileries de París                     | tardor 1809            |
| Venere     | Pimmalione                             | dramma lirico                            | Luigi Cherubini           | Théâtre des Tuileries de París                     | 30 novembre 1809       |
| Didon      | Didon abandonnée                       | dramma lirico                            | Ferdinando Paer           | Théâtre des Tuleries de París                      | 9 juny 1811            |
| Cesira     | Aristodemo                             | òpera seria                              | Vincenzo Pucitta          | King's Theatre de Londres                          | 9 juny 1814            |
| Fedra      | Fedra                                  | melodrama seriòs                         | Ferdinando Orlandi        | Teatre Verdi (Padua                                | 10 juny 1820           |